# Roman Sielski
Roman Sielski (ukr. Роман Юліанович Сельський; ur. 21 maja 1903 w Sokalu, zm. 3 lutego 1990 we Lwowie) – ukraiński malarz.

## Życiorys
Syn prawnika Juliana Sielskiego. Uczęszczał do gimnazjum we Lwowie. Nauczyciel gimnazjum Leon Dołżycki zauważył talent chłopca. Przyjaciele Romana zaprowadzili go do pracowni malarza Ołeksy Nowakiwśkiego, gdzie zaczął przynosić swoje prace do korekty.
W wieku 18 lat rozpoczął naukę w klasie rysunkowej Lwowskiej Szkoły Artystyczno-Przemysłowej. W roku 1922 zapisał się do Akademii Sztuk Pięknych w Krakowie do pracowni Józefa Mehoffera, potem w roku 1924 do pracowni Józefa Pankiewicza.
W roku 1925 wyjechał na studia do Paryża. W roku 1926 poślubił lwowską malarkę Margit Reich. W podróż poślubną młodożeńcy wybrali się na Korsykę.
Został członkiem Stowarzyszenia Niezależnych Artystów Ukraińskich (Асоціація незалежних українських митців, АНУМ). Był współzałożycielem i pierwszym prezesem (1929-1930) awangardowej grupy artystycznej „artes”.
Od roku 1947 był wykładowcą Lwowskiego Instytutu Sztuki Użytkowej i Dekoracyjnej.